# Pegesimallus namibiensis
Pegesimallus namibiensis är en tvåvingeart som beskrevs av Jason Gilbert Hayden Londt 1980. Pegesimallus namibiensis ingår i släktet Pegesimallus och familjen rovflugor.
Artens utbredningsområde är Namibia. Inga underarter finns listade i Catalogue of Life.